# Kevin Still
Kevin Raymond Still (født 19. august 1960 i Eureka, Californien, USA) er en amerikansk tidligere roer.
Still var en del af den amerikanske toer med styrmand, der vandt bronze ved OL 1984 i Los Angeles. Bådens øvrige besætning var Robert Espeseth og styrmand Doug Herland. I finalen blev USA's båd besejret af Italien, der vandt guld, og af Rumænien, der fik sølv. Han deltog også ved OL 1988 i Seoul i disciplinen dobbeltsculler.
Still vandt desuden to VM-bronzemedaljer i otter, i henholdsvis 1985 og 1986.

## OL-medaljer
- 1984:  Bronze i toer med styrmand